# Michaela Blunk
Michaela Blunk (* 25. Februar 1943 in Berlin) ist eine deutsche Politikerin (FDP). Sie war von 1992 bis 1994 Mitglied des Deutschen Bundestags.

## Leben
Blunk absolvierte nach dem Abitur ein Englisch- und Pädagogik-Studium in Hamburg und arbeitete nach der Prüfung zum Lehrer von 1966  bis 1979 an Volks- und Realschulen in Hamburg und Lübeck. Nach der zweiten Lehrerprüfung 1969 studierte sie von 1970 bis 1974 Geschichte, Englisch und Pädagogik in Kiel, wo sie 1983 mit einer Arbeit über den Lübecker Kaufmann Johann Glandorp promovierte. Ab 1979 war sie Studienleiterin am Institut für Praxis und Theorie der Schule in Lübeck.
Blunk trat 1986 der FDP bei und war von 1987 bis 1988 Kreisvorsitzende in Lübeck. Von 1988 bis 1992 war sie Mitglied des Lübecker Kreisvorstandes. Im Jahr 1988 wurde sie außerdem in den Landesvorstand von Schleswig-Holstein gewählt, außerdem war sie 1991 Vorsitzende des Bundesfachausschusses Außen-, Europa- und Entwicklungspolitik der FDP. Nach dem Ausscheiden des FDP-Abgeordneten Wolfgang Kubicki im Sommer 1992 zog Blunk am 7. August 1992 in den Deutschen Bundestag ein, dem sie bis zum Ende des Wahlperiode 1994 angehörte. Bei der Bundestagswahl 1994 konnte sie nicht erneut einziehen.

## Veröffentlichungen
- Lübeck in der Franzosenzeit – Lübeck : Seminar Lübeck für Realsch. – IPTS 62, 1986.
- Der Handel des Lübecker Kaufmannes Johan Glandorp an der Wende vom 16. zum 17. Jahrhundert – Lübeck : Schmidt-Römhild, c 1985.